# تترای شبح سرخ
تترای شبح سرخ یا تترای فانتوم سرخ، (نام علمی: Hyphessobrycon sweglesi) نام گونه‌ای از تترا است که در حوضه زهکشی رودخانه اورینوکو در آمریکای جنوبی زندگی می‌کند. این ماهی دارای یک لکه سیاه‌رنگ گرد در پشت صفحه آبشش، یک نوار سیاه روی باله پشتی است که از بالا و پایین با سفید کرم‌رنگ محدود شده است. باله‌های دیگر به رنگ قرمز همانند لبه بالایی چشم هستند. این ماهی از کرم‌ها، حشرات کوچک و سخت‌پوستان را تغذیه می‌کند. تترا شبح قرمز می‌تواند در طول یک روز تا ۴۰۰ تخم‌ریزی کند. تخم‌ها مستعد ابتلا به قارچ هستند. ظاهر این گونه بسیار شبیه به تترای فانتوم سیاه است. نام علمی گونه در گذشته Megalamphodus sweglisi بوده و نام مشترک این گونه تترای فانتوم سرخ است.

## مراقبت در آکواریوم
سفارش می‌شود که گروه حداقل ۸ تا ۱۰ نر و ماده را در مخزنی با اندازه کمتر از ۲۰ گالن آمریکایی (۷۶ لیتر) نگهداری کنید.